# Quarrier's Village
Quarrier's Village est un village situé dans le council area d'Inverclyde et dans la région de lieutenance du Renfrewshire. Il est situé dans la vallée de Strathgryfe, entre les villages de Bridge of Weir et de Kilmacolm. Il fait d'ailleurs administrativement partie de la paroisse civile de Kilmacolm.
Devenu maintenant une ville-dortoir, le village est d'origine récente, construit au XIXe siècle par la philanthrope William Quarrier (en) sous le nom de Orphans Homes of Scotland, dans le but originel d'y accueillir des orphelins.
Les terrains d'entraînement du club de football de Greenock Morton sont situés dans le village.